# یواس‌اس تنادورس (۱۹۱۳)
یواس‌اس تنادورس (۱۹۱۳) (به انگلیسی: USS Tenadores (1913)) یک کشتی بود که طول آن ۴۸۵ فوت (۱۴۸ متر) بود. این کشتی در سال ۱۹۱۳ ساخته شد.